# Selångersån
Le Selångersån est un fleuve du Medelpad qui draine un certain nombre de petits lacs dans les paroisses de Sättna, Indals et Selångers. La Selångersån se jette dans le golfe de Sundsvall (mer de Botnie) après avoir traversé le centre de Sundsvall. La rivière est mieux connue sous le nom de Sättnaån à l'ouest de la confluence avec Kvarsättsbäcken (à un point dont les coordonnées sont 62°24′55.8″N 17°10′58″Ö, 8 kilomètres à l'ouest de la sortie de Selångersån dans la mer). Le lac source est le Sulsjön (274 mètres au-dessus du niveau de la mer). La rivière contient des truites de mer et des ombres. Le bassin versant de la rivière s'étend sur 460 km²
.
La vallée de la Selånger dans son ensemble se compose de deux vallées interconnectées : l'une qui commence à Vattjom, qui s'étend ensuite vers l'est jusqu'à Dälje et vers le nord-est jusqu'à Selångerssjön, et l'autre qui est la vallée actuelle de la Selångersån. [La vallée de la Sättna et du Selångersån se poursuit jusqu'à Holmsjön, le deuxième plus grand lac du Medelpad. Même si l'Holmsjön se déverse aujourd'hui dans le Ljungan par Gimån, il n'est pas exclu que l'actuelle vallée du Selångersån ait été autrefois l'exutoire d'un lac endigué par les glaces. Une crête de galets traverse la vallée de Selångersån depuis la côte jusqu'à Holmsjön, ce qui indique que les rivières d'eau de fonte empruntaient cette voie pendant la période de fonte de la glace intérieure. La possibilité, parfois évoquée, que le Ljungan ait traversé le Selångersdalen peut être rejetée pour la même raison.

## Histoire
En 4000 avant J.-C., le littoral des villages d'Oxsta et de Västeråsen et la majeure partie de la région des Selånger, aujourd'hui cultivée, étaient sous l'eau. 2000 ans plus tard, à la suite d'un soulèvement du sol, la vallée des Selånger a formé une baie assez large, mais la mer atteignait encore les villages de Kvarsätt et d'Österro.
Dans le Medelpad vallonné, le paysage agricole est fortement concentré dans les couches sédimentaires de trois vallées, Ljungan, Indalsälven et Selångersdalen, qui ont toutes donné naissance à des centres de pouvoir côtiers à l'âge du fer et au Moyen Âge. Selångersdalen est la plus petite de ces trois vallées en termes de débit d'eau et de répartition des établissements. L'établissement de Selångersdalen pourrait représenter une expansion de l'établissement autour de Marmen, où les plus anciennes traces de culture ont été trouvées à Medelpad. Les riches découvertes de l'âge du fer dans les tombes de Högom indiquent que Selångersbygden était un centre de pouvoir de l'élite, probablement grâce au commerce du fer extrait le long de la rivière Ljungan, à laquelle une vallée latérale facilement accessible est reliée à la rivière Selångersån .
Au début du Moyen Âge, le niveau d'eau du Selångerssjön était 10 mètres plus haut qu'aujourd'hui. Le lac n'était donc pas encore coupé de la mer, mais constituait une excellente voie de navigation, et le seul port de Medelpad se trouvait à Selånger, en contrebas du village de Nävsta. Le terme Selångerssjön n'apparaît donc pas dans les documents du XVIe siècle, mais lorsqu'il y est fait référence, c'est le terme Selångersfjärden qui est utilisé.
Une épave datant du début du XVe siècle se trouve à Selångersån, dans le centre de Sundsvall, à la hauteur d'Åkroken.
La ville portuaire de Sundsvall, fondée en 1621, était située plus loin sur la rivière Selånger, en partie parce que le soulèvement des terres avait rendu trop étroit le chenal d'entrée du port de navigation de l'église de Selånger. La ville a donc repris le rôle de centre de Selånger.